# Paolo Bongiorno
Paolo Bongiorno (Cattolica Eraclea, 30 luglio 1922 – Lucca Sicula, 27 settembre 1960) è stato un sindacalista e politico italiano assassinato dalla mafia.

## Biografia

### Inizi giovanili
Nacque il 30 luglio 1922 a Cattolica Eraclea da Giuseppe, giornalaio e Giuseppina Renda, casalinga. Nonostante il degrado economico di quegli anni riuscì a prendere la licenza elementare. Al contempo lavorava insieme ai fratelli nelle campagne oppure svolgeva il lavoro di giornalaio insieme al padre. Durante gli anni del fascismo, dopo aver frequentato la Balilla, all'epoca obbligatoria, venne attratto dal movimento socialista. Iniziò a partecipare così alle rivolte contadine nate in quel periodo, per l'occupazione delle terre ed organizzate da dirigenti politici come Francesco Renda e il leader contadino Giuseppe Spagnolo. Il 22 ottobre del 1944 si sposò con Francesca Alfano dalla quale ebbe ben sei figli. Nel 1947 fu arrestato e costretto ad abbandonare gli scioperi per un reato commesso molti anni prima. Il reato contestatogli era stato quello di avere aggredito insieme ad un fratello, il marito di una vicina di casa della sorella, poiché quest'ultimo l'aveva insultata pesantemente dopo un diverbio avuto con sua moglie. Dopo aver scontato la pena di diciotto mesi, nel 1949 si trasferì con la famiglia a Lucca Sicula dove già risiedeva la famiglia di sua moglie. Ritornò così a lavorare nelle terre, ma data la scarsezza di lavoro, decise di emigrare in Francia in cerca di fortuna. Qui lavorò come manovale ed nel complesso il suo soggiorno fu intenso ma breve poiché crebbe in lui la nostalgia della sua terra. Perciò dopo quaranta giorni ritornò in Sicilia. Dopo aver ancor tentato di ritrovare un posto di lavoro nelle campagne si dedicò interamente alla politica.

### Eventi successivi
Dopo un po' di esperienza nel Partito Comunista, ricevette l'incarico di segretario della Camera del Lavoro di Lucca Sicula. Iniziò ad interessarsi dei problemi dei contadini e, come sindacalista, delle pratiche per la pensione degli anziani. Il lavoro al sindacato crebbe di giorno in giorno ma ben prestò però gli risultò sempre più difficile trovare un posto di lavoro fisso poiché i datori evitavano di assumerlo per la sua posizione e così fu costretto a compiere lavori saltuari come muratore o bracciante. La situazione precaria che si stava sempre più sviluppando attorno alla sua figura creò in lui uno stato di malessere tanto che nel 1959 gli sopraggiunse un esaurimento nervoso e fu trasportato alla clinica Sant'Anna di Palermo. Ritornò a lavorare dopo un mese di ricoveri, completamente stabilito. Durante la campagna elettorale per le ragionali del 1956 tenne apprezzabili comizi dove esponeva senza timore le sue idee rivoluzionarie. Per il suo impegno profuso al partito sin dal 1944, fu candidato per il PCI alle elezioni amministrative del 1960 ma non farà in tempo ad essere eletto. Tutto il partito puntava sulla sua figura per prendere la poltrona di sindaco e cominciare una serie di evoluzioni oltre che politiche soprattutto etico-sociali.

### Minacce e morte
Fu minacciato ancor prima della sua candidatura, da quando fu dimesso dall'ospedale. Un episodio fu notato anche dalla sorella Concetta che qualche mese prima della sua morte, mentre era con lui al cimitero, notò davanti al cancello due noti mafiosi locali che lo stavano minacciando.
Fu assassinato la sera del 27 settembre 1960, alle 22:30, mentre tornava a casa. Era in compagnia di suo nipote quando da dietro un muretto fu raggiunto da diversi colpi di lupara alla schiena. Dopo un urlo straziante cadde a terra e agonizzante spirò poco dopo tra le braccia della moglie, incinta del suo sesto figlio. Nella tasca dei pantaloni fu trovata una lettera da lui firmata, intestata alla CGIL, con cui stava riunendo i lavoratori per lo sciopero generale del primo ottobre mentre nella tasca della giacca vi erano i bollettini per la raccolta fondi destinati al giornale de L'Unità; era stato, infatti, da poco nominato presidente della commissione adibita alla raccolta fondi per il giornale del partito.

### Funerali
Ai suoi funerali parteciparono i principali esponenti del partito dell'epoca. Primo fra tutti il segretario regionale della Camera del Lavoro, Pio La Torre, anch'egli in seguito ucciso, e i dirigenti del Partito comunista, Giuseppe Guglielmino e Nando Russo. Oltre a loro anche l'onorevole socialista Francesco Taormina, i dipendenti del Banco di Sicilia e i familiari di Accursio Miraglia, il segretario della Camera del Lavoro di Sciacca, ucciso dalla mafia agraria nel 1947, anche lui alla vigilia delle elezioni.